# یواس‌اس شاین (۱۸۹۸)
یواس‌اس شاین (۱۸۹۸) (به انگلیسی: USS Cheyenne (1898)) یک کشتی بود که طول آن ۹۶ فوت ۱۰ اینچ (۲۹٫۵۱ متر) بود. این کشتی در سال ۱۸۸۵ ساخته شد.